# 수수께끼 풀이는 저녁식사 후에 (드라마)
《수수께끼 풀이는 저녁식사 후에》(일본어: 謎解きはディナーのあとで)는 일본의 텔레비전 드라마이다.

## 개요
2011년 10월 18일부터 12월 20일까지 후지 TV 계열의 화요 21시대로 방송되었다. 첫회는 21:00 ~ 22:09까지 15분 확대, 제5화는 50분 뒤로 밀려 21:50 ~ 22:44, 제6화는 10분 뒤로 밀려 21:10 ~ 22:04, 제7화는 15분 뒤로 밀려 21:15 ~ 22:24까지 15분 확대, 최종화는 21:00 ~ 22:24까지 30분 확대. 최종화 방영에 맞춰, 12월 9일부터 12월 20일까지 채널α(15:57 ~ 16:53)로 제1화부터 제9화까지 재방송되었다.
약칭은 〈나조디〉.
주연·카게야마 역의 사쿠라이 쇼는, 방송 종료 후, 2012년 1월 3일 방송 《이제 유괴 같은 건 안 해》에 본 역으로 게스트 출연했다.
2012년 3월 27일에 스페셜판이 방송되었다.
또한, 2013년 8월 3일부터 후속 이야기를 다룬 영화도 개봉되어, 그에 앞서 7월 31일 ~ 8월 2일에 《스페셜~선상탐정·카게야마》, 2일에 《스페셜~카자마츠리 경부의 사건부~》가 방송되었다.

## 수상
- 제29회 ATP상 TV 그랑프리 2012 〔드라마 부문〕 우수상

## 캐스트

### 주요 인물
카게야마 - 사쿠라이 쇼 (아라시)
이야기의 주인공으로, 호쇼가(家) 집사. 전 집사·카라사와의 후임 집사.
호쇼 레이코 - 키타가와 케이코
이야기의 히로인으로, 호쇼 그룹 따님·경시청 쿠니타치서 형사.
카자마츠리 쿄이치로 - 시이나 킷페이
경시청 쿠니타치서 경부·카자마츠리 모터스 후계자. 40세. 독신.
나미키 세이치 - 노마구치 토오루
쿠니타치서 형사.
야마시게 사토루 - 나카무라 야스히
쿠니타치서 감식원.
무네모리 아즈미 - 오카모토 안리
쿠니타치서 여성 경찰관. 카자마츠리 시스터즈.
에지리 유카 - 타나카 코나츠
쿠니타치서 여성 경찰관. 카자마츠리 시스터즈.

### 게스트

#### 제1화
카라사와 - 이토 시로
카게야마 전에 일한 호쇼가(家) 집사.
타시로 히로유키 - 토츠기 시게유키
요시모토의 전 연인·IT 대기업 사원.
요시모토 히토미 - 키나미 하루카
〈코포 쿠니타치〉에 사는 파견 사원.
카와하라 켄사쿠 - 토쿠이 유
〈코포 쿠니타치〉의 주인.
시라이 쿠츠코 (가명) - 반 안리
타시로의 여자친구.
스기무라 에리 - 우메후네 아리에이
〈코포 쿠니타치〉의 거주자로, 히토미의 술친구. 사건의 제1발견자.
모리타니 야스오 - 이마이 타카후미
〈코포 쿠니타치〉에 사는 대학생.

#### 제2화
스낵 마마 - 샤쿠 유미코
타츠오가 죽기 전에 술을 마시고 있던 스낵의 마마.
와카바야시 타츠오 - 오오와다 신야
62세. 〈와카바야시 동물병원〉원장.
와카바야시 테루오 - 이이다 키스케
타츠오의 동생·수의사.
와카바야시 케이치 - 무로 츠요시
타츠오의 장남·내과의.
와카바야시 하루에 - 아나미 아츠코
케이치의 아내·간호사.
와카바야시 슈지 - 쿄 노부오
타츠오의 차남·의대생.
후지시로 마사미 - 하루키 마사요
와타바야시 저택의 가정부.
콘도 유타 - 쇼지 류세이
와카바야시 저택 근처에 살고 있는 소년.

#### 제3화
코바야시 타다히코 - 누쿠미즈 요이치
노자키가 살해당한 호텔의 직원.
마유즈미 카나에 - 쿠로카와 메이
민우당 간사장·마유즈미 코조의 딸. 노자키의 약혼자.
사와다 에리 - 마츠모토 리오
토우토 TV 아나운서.
사이토 아야 - 야마사키 마미
노자키의 선거 운동 학생 볼런티어 스태프인 여대생.
노자키 신이치 - 미즈하시 켄지
민우당 소속의 국회의원.
미야시타 히로아키 - 오쿠다 타츠히데
노자키의 제1비서. 사건의 제1발견자.
스기하라 사토시 - 타카스기 고
노자키의 보디가드.
더 터치
카게야마의 해설용 비디오의 출연자.

#### 제4화
자이온지 코토에 - 테즈카 사토미
자이온지가(家) 당주.
요시다 - 모리모토 레오
자이온지가(家) 집사.
사와무라 유리 - 코바야시 료코
사와무라가(家) 장녀. 레이코의 소꿉친구.
미우라 - 쿠보타 마사타카
현장 부근의 파출소에서 근무하는 순경.
호소야마 테루야 - 유에 타케유키
42세. 유리의 약혼 상대·자이온지가(家)의 고문 변호사.
사와무라 타카코 - 쿠리타 요코
유리의 어머니.
사와무라 유스케 - 와카바 류야
유리의 남동생.
사와무라 미유키 - 무라사키 마야
유리의 여동생.

#### 제5화
에자키 타케오 - 나카무라 슌스케
〈쿠니타치 일기〉의 작화 담당.
칸노 유미 - 마이코
〈쿠니타치 일기〉의 원작자.
마츠바라 히사코 - 엔조지 아야
〈카와이장〉 거주자·파트 근무.
콘도 칸지 - 한카이 카즈아키
쿠니타치 신사 궁사.
토모오카 히로키 - 사에키 아라타
〈쿠니타치 일기〉 편집자.
집 주인 - 오오시마 요코
유미가 사는 낡은 아파트 〈카와이장〉의 주인.
마스터 - 쿠라우치 히데키
카페 〈루팡〉의 마스터.

#### 제6화
점원 - 히무라 유키 (바나나맨)
약국 점원.
후지쿠라 후미요 - 타지마 레이코
후지쿠라가(家) 당주·코자부로의 아내.
후지쿠라 코자부로 - 아사노 카즈유키
〈후지쿠라 호텔〉 회장.
후지쿠라 마사히코 - 하카마타 요시히코
〈후지쿠라 호텔〉 사장·데릴사위.
후지쿠라 미나코 - 유이 료코
후지쿠라가(家) 장녀·마사히코의 아내.
후지쿠라 토시오 - 야마나카 타카시
후지쿠라가(家) 장남·쿄코의 연인.
테라오카 유지 - 카나이 유타
후지쿠라가(家)의 친척. 쿄코는 대학 시절의 후배.
타카하라 쿄코 - 야마구치 아유미
스낵 〈과자〉의 호스티스.
쿠로카와 베니코 - 타테 미사토
메이지 시대, 후지쿠라가(家)의 메이드.
츠지모토 이쿠코 - 이케타니 노부에
스낵 〈과자〉의 마마.
후지쿠라 리카 - 아라이 미우
미나코와 마사히코의 딸.

#### 제7화
후지사키 코타로 - 타야마 료세이
모자 전문점 〈Cloche〉의 주인.
요네야마 쇼이치 - 츠카지 무가
〈요네야마 자동차 정비〉의 오너 겸 관리공.
마스부치 신지 - 가슈인 타츠야
고쿠리츠 시립 대학 교수.
야스다 타카히코 - 유게 토모히사
무직. 미키의 전 남자친구.
쿠보 사에 - 사토 메구미
미키의 동료.
상사 - 야시바 토시히로
〈Harmony Clothes〉의 사원으로, 미키의 상사.
후지사키 사치요 - 오호 사요코
후지사키의 딸.
카미오카 미키 - 카츠라 아사미
〈Harmony Clothes〉의 디자이너.

#### 제8화
모리 히나코 - 사오리
레이코의 고교 시절부터의 친구.
키류인 아야카 - 이와사 마유코
레이코의 고교·대학 시절의 친구.
미야모토 나츠키 - 모리 칸나
레이코의 중학 시절부터의 친구.
키자키 마이 - 타이라 아이리
레이코의 중학 시절부터의 친구.
소메다 마츠고로 (7대째) - 후쿠시 세이지
가부키 배우·레이코의 선배.
니시야마 타마키 - 아사리 요스케
마츠고로의 따라다니며 신변을 돌보아 주는 사람.
테시로기 미즈호 - 후에키 유코
마츠고로의 누나로, 매니저.
나가세 치아키 - 이리야마 노리코
모델. 마츠고로의 약혼자.
회사원 - 아야베 유지 (피스)
카게야마의 추리 장면에 등장.

#### 제9화 ~ 최종화
사토 타케오 - 이시구로 켄
텐도 시즈코의 담당 편집자.
텐도 시즈코 - 타카하시 히토미
잘나가는 미스터리 작가.
미야지 사오리 - 미우라 리에코
맛집 미스터리 작가.
타치바나 쿠니오 - 하시모토 사토시
하드보일 미스터리 작가.
카와마타 소스케 - 사토이 켄타
여행 미스터리 작가.
쿠니오카 지로 - 야베 켄지
유머 미스터리 작가.
켄모치 루미 - 우에하라 미사
신진 기예 미스터리 작가.
타구치 요네코 - 아오키 카즈요
텐도가(家) 가정부.
텐도 사토미 - 키쿠치 아스미
시즈코의 딸. 중학교 1학년.
제과점 주인 - 야마다 메이쿄
카게야마가 자주 들리고 있는 제과점 〈Noel〉의 주인.
호쇼 세이타로 - 타카하시 히데키
〈호쇼 그룹〉 총사·레이코의 아버지.
유치장의 남자 - 타나카 요지
카게야마와 함께 유치장에 들어온 남자.

## 스태프
- 편성 기획 - 나리카와 히로아키, 사토 미사토
- 기획 통괄 - 타키야마 마도카
- 기획 협력 - 타테마츠 히데아키
- 각본 - 쿠로이와 츠토무
- 음악 - 간노 유고
- 기술 프로듀스 - 이치무라 마사히코
- 촬영 - 쿠리스 나오키, 고토 케이치로
- 조명 - 타즈 유스케
- 영상 - 핫토리 마사쿠니
- 음성 - 시마다 타카오
- 주제가
  - 오프닝 테마 - 코다 쿠미 〈Love Me Back〉 (rhythm zone)
  - 엔딩 테마 - 아라시 〈미궁 러브송〉 (제이 스톰)
- VTR - 요시다 타카시
- 음악 프로듀스 - 시다 히로히데
- 선곡·효과 - 카메모리 모토코
- 편집 - 카와무라 신지
- 라인 편집 - 카츠마타 히데유키
- MA - 후지이 케이스케
- 미술 프로듀스 - 스기카와 히데아키
- 디자인 - 키쿠치 마사토
- 미술 진행 - 무라카미 하야토
- 대도구 제작 - 우츠미 야스유키
- 대도구 조작 - 오노 마사시
- 장식 - 니시고리 히로시
- 특도구 - 무토 코이치
- 스타일리스트 - 노무라 마사시
- 의상 - 호소야 케이코
- 헤어 메이크 - 마스다 카요, 츠시마 아키코
- 아크릴 장식 - 나카무라 테츠지
- 건구 - 미타무라 마사루
- 전구 장식 - 테라다 미노리
- 식목 장식 - 츠야마 히로시
- 생화 장식 - 마키시마 미에
- 푸드 코디네이트 - 스미카와 케이코
- 경찰 감수 - 모쿠오 타카시
- 집사 감수 - 일본 버틀러&콩셰르주 주식회사
- 홍보 - 타메나가 사치오 (후지 TV)
- 홍보 선전 - 히라이 타카시 (후지 TV)
- 홈페이지 - 마루타니 토시카즈
- 스틸 - 찰스 무라카미
- CG - 아사쿠라 레이, 나카무라 아키히로
- 오프닝 타이틀 - 우에다 다이키
- 카 스턴트 - 타카하시 레이싱
- 극 중 차 - LA 컴퍼니, 히로시마 자동차
- 차량 - 쇼비즈 크리에이션, 팬, 코마츠 서포트 서비스
- 연출 보조 - 무라타니 요시노리, 고토 요스케
- 제작 담당 - 카토 마코토, 마스코 미와
- 제작 주임 - 메시모리 카츠히토, 이와사키 아이코
- 기록 - 시마다 노부코, 이나다 마유코
- 프로듀스 보조 - 스즈키 리카코
- 프로듀스 - 나가이 레이코
- 연출 - 히지카타 마사토, 이시카와 준이치, 무라타니 요시노리
- 제작 - 후지 TV
- 제작 저작 - 쿄도 TV

## 방송 일자

### 연속 드라마
| 각 화                                                       | 방송일           | 부제                                     | 연출              | 시청률 |
| ----------------------------------------------------------- | ---------------- | ---------------------------------------- | ----------------- | ------ |
| 제1화                                                       | 2011년 10월 18일 | 살인현장에서는 신발을 벗어주십시오       | 히지카타 마사토   | 18.1%  |
| 제2화                                                       | 10월 25일        | 독이 든 와인은 어떠십니까                | 히지카타 마사토   | 16.1%  |
| 제3화                                                       | 11월 1일         | 양다리를 주의하십시오                    | 이시카와 준이치   | 16.4%  |
| 제4화                                                       | 11월 8일         | 신부는 밀실 안에 있습니다                | 이시카와 준이치   | 16.7%  |
| 제5화                                                       | 11월 15일        | 알리바이를 원하십니까                    | 히지카타 마사토   | 15.9%  |
| 제6화                                                       | 11월 22일        | 아름다운 장미에는 살의가 있습니다        | 무라타니 요시노리 | 14.9%  |
| 제7화                                                       | 11월 29일        | 살인을 하실 때는 모자를 잊지 마십시오    | 이시카와 준이치   | 15.1%  |
| 제8화                                                       | 12월 6일         | 살의 파티에 어서오십시오                 | 히지카타 마사토   | 15.4%  |
| 제9화                                                       | 12월 13일        | 성스러운 밤에 망자의 전언을 들어보십시오 | 이시카와 준이치   | 15.2%  |
| 최종화                                                      | 12월 20일        | 성스러운 밤에 망자의 전언을 들어보십시오 | 히지카타 마사토   | 15.4%  |
| 평균 시청률 15.9% (시청률은 칸토 지구·비디오 리서치사 조사) |                  |                                          |                   |        |

### 스페셜
| 방송회          | 부제                                                      | 연출            | 시청률 |
| --------------- | --------------------------------------------------------- | --------------- | ------ |
| 2012년 3월 27일 | 수수께끼는 저녁식사 후에 스페셜                           | 히지카타 마사토 | 14.7%  |
| 2013년 8월 2일  | 수수께끼는 저녁식사 후에 스페셜~카자마츠리 경부의 사건부~ | 히지카타 마사토 | 14.7%  |

## 관련 상품
〈수수께끼 풀이는 저녁식사 후에〉 오리지널 사운드트랙
수록곡
1. 謎解きはディナーのあとで / 수수께끼 풀이는 저녁식사 후에
2. prologue
3. 影山のテーマ / 카게야마의 테마
4. 凶悪な事件 / 흉악한 사건
5. 風祭警部 / 카자마츠리 경부
6. 迷宮入りの臭い / 미궁으로 빠질 듯한
7. 失礼ながらお嬢様 / 죄송합니다만 아가씨
8. わたくしの推理 / 저의 추리
9. 事情聴取中 / 사정 청취 중
10. 犯人の目星 / 범인의 목표
11. お嬢様はアホでいらっしゃいますか? / 아가씨는 바보이십니까?
12. クビよ、クビ! / 해고야, 해고!
13. 影山の知恵 / 카게야마의 지혜
14. 宝生グループの力 / 호쇼 그룹의 힘
15. 伝えられない想い / 전할 수 없는 마음
16. 正真正銘のお嬢様 / 틀림없는 아가씨
17. 残る謎 / 남은 수수께끼
18. 謎解きはディナーのあとで 〜真実〜 / 수수께끼 풀이는 저녁식사 후에 ~진실~
19. 死者からの伝言 / 망자로부터의 전언
20. お嬢様の目は節穴でございますか? / 아가씨의 눈은 장식입니까?
21. 浮かび上がる犯人 / 떠오르는 범인
22. 優しいまなざし / 부드러운 눈길
23. 影山のテーマ 〜お嬢様を守るため〜 / 카게야마의 테마 ~아가씨를 지키기 위해~
24. 迷宮ラブソング (Guitar version) / 미궁 러브송 (Guitar version)

〈수수께끼 풀이는 저녁식사 후에〉 DVD/Blu-ray BOX
포니캐년으로부터 2012년 4월 27일에 발매되었다.
| 후지 TV 화요일 밤 9시 드라마                        | 후지 TV 화요일 밤 9시 드라마                            | 후지 TV 화요일 밤 9시 드라마              |
| 이전 작품                                           | 작품명                                                  | 다음 작품                                 |
| --------------------------------------------------- | ------------------------------------------------------- | ----------------------------------------- |
| 절대영도~특수범죄 잠입수사~ (2011.7.12 ~ 2011.9.20) | 수수께끼 풀이는 저녁식사 후에 (2011.10.18 ~ 2011.12.20) | 스트로베리 나이트 (2012.1.10 ~ 2012.3.20) |

## 영화
《수수께끼 풀이는 저녁식사 후에》(일본어: 謎解きはディナーのあとで)는 일본에서 2013년 8월 3일에 전국 토호 계열로 개봉된 일본 영화이다.

### 개요
히가시가와 토쿠야의 동명 추리소설이 원작으로, 2011년에 연속 드라마, 2012년에 SP 드라마가 방송된 후지 TV 계열 드라마 《수수께끼 풀이는 저녁식사 후에》의 극장판이다.
원작을 사용한 드라마판에 대해 본작은 영화 오리지널의 스토리를 채용해, 호화 여객선을 무대로 용의자 3000명 안에서 수수께끼 풀기가 전개된다. 본작에서는 싱가포르로 첫 해외 로케를 감행, 이야기의 무대가 되는 〈프린세스 레이코호〉의 촬영은 아시아 최대의 호화 여객선인 수퍼스타·바고로 행해진다.덧붙여 일본 영화의 촬영으로 수퍼스타 버고가 사용되는 것은 본작이 처음이 된다. 2012년 5월 31일 크랭크인, 7월 말에 크랭크업.
감독을 맡는 히지카타 마사토는 본작이 영화 첫 감독이다.

### 출연

#### 드라마판으로부터의 캐스트
- 카게야마 - 사쿠라이 쇼 (아라시)
- 호쇼 레이코 - 키타가와 케이코
- 카자마츠리 쿄이치로 - 시이나 킷페이

#### 극장판 게스트
- 나카무라 마사토시
- 사쿠라바 나나미
- 카가 타케시
- 미야자와 리에
- 타케나카 나오토
- 카나메 준
- 나마세 카츠히사

### 스태프
- 각본 - 쿠로이와 츠토무
- 음악 - 칸노 유고
- 감독 - 히지카타 마사토
- 배급 - 토호

### 토픽
촬영 에피소드
촬영은 수퍼스타 버고가 통상 대로에 운행되는 중, 기간 약 10일에 총 이동거리 2,615km를 건너는 촬영이 감행되었다. 그런 가운데, 사쿠라이는 아라시로 메인 퍼스낼리티를 맡은 2012년도 《24시간 TV 35 〈사랑은 지구를 구한다〉》의 수록 때문에 1박 2일과 2박 3일로 나누어 참가, 버고 호의 기항지인 말레이시아의 르당 섬에서 소형 보트나 차량, 비행기를 환승하면서 총 16시간 이상이 소요된 이후에 일본으로 귀국했다. 사와 호마레 등 일본 여자 축구 국가대표팀 선수들과 함께 동일본 대지진으로 사망한 축구 소녀를 추모하기 위한 경기를 진행하는 24시간 TV의 기획 촬영 이후에 앞에서 소개된 루트를 통해서 다시 승선한다고 하는 가혹한 이동 로케를 실시하고 있었다.

### 관련 상품
〈영화 수수께끼 풀이는 저녁식사 후에〉 DVD/Blu-ray
프리미엄 에디션
- 디스크 매수: 2매
- 판매원: 포니캐년
- 발매일: 2014/02/19
- 시간: 121분
- 〔초회 프레스 특전〕
  - 실례입니다만 아가씨☆특제 미니 클리어 파일
  - “해고야! 해고 해고!!” 스티커
- 〔봉입 특전〕
  - 팝업 포토 카드
- 〔본편 DISC 특전 영상〕
  - 캐릭터 차트
- 〔특전 DISC 특전 영상〕
  - 수수께끼 풀이는 메이킹 후에
  - 수수께끼 풀이는 저녁식사 전에!? in 싱가포르
  - 스페셜 드라마 〈선상탐정·카게야마〉
  - 메이킹 of 선상탐정·카게야마
  - 이벤트집 〈완성 피로 무대 인사〉
  - 인터내셔널 프레미어 in 싱가포르
  - 첫날 무대 인사
  - 대히트 사례 무대 인사
  - 종이토끼 로페 웃는 아침에는 복 온다는 게 정말임까!? 〈수수께끼 풀이는 간식 후에〉

스탠더드 에디션
- 디스크 매수: 1매
- 판매원: 포니캐년
- 발매일: 2014/02/19
- 시간: 121분
- 〔초회 프레스 특전〕
  - “해고야! 해고 해고!!” 스티커
- 〔본편 DISC 특전 영상〕
  - 캐릭터 차트